# Tempo de trombina
O tempo de trombina (TT), também conhecido como tempo de coagulação da trombina (TCT), é um teste de sangue que mede o tempo que leva para se formar um coágulo no plasma de uma amostra de sangue contendo anticoagulante, depois é adicionado um excesso de trombina. Ele é usado para diagnosticar distúrbios da coagulação sanguínea e para avaliar a eficácia da terapia fibrinolítica. Este teste é repetido com plasma reunido de pacientes normais. A diferença de tempo entre o teste e o "normal" indica uma anormalidade na conversão de fibrinogênio (proteína solúvel) a fibrina, uma proteína insolúvel.
O tempo de trombina compara a taxa de formação de coágulo com a de uma amostra de plasma normal reunida. A trombina é adicionada às amostras de plasma. Se o tempo que leva para que o plasma de coágulo é prolongada, uma (fibrinogênio disfuncional) defeito quantitativo (deficiência de fibrinogênio) ou qualitativa está presente. Em amostras de sangue contendo heparina, uma substância derivada do veneno de cobra chamado batroxobina (anteriormente reptilase) é utilizado em vez de trombina. Batroxobina tem uma ação semelhante à trombina, mas ao contrário de trombina não é inibida por heparina.
Os valores normais para o tempo de trombina são de 12 a 14 segundos. Se batroxobina é usada, o tempo deve ser entre 15 e 20 segundos. O tempo da trombina pode ser prolongado pela heparina, produtos de degradação de fibrina, a deficiência de fator XIII, fibrinogênio e deficiência ou anomalia.